# Chalonge (cràter)
Chalonge és un cràter d'impacte que es troba a la cara oculta de la Lluna, al sud-oest del cràter més gran Lewis, i a la falda exterior del material expulsat que envolta la conca d'impacte de la Mare Orientale. Al sud-est apareixen els Montes Cordillera, un anell de muntanyes que envolten la formació de la Mare Orientale.

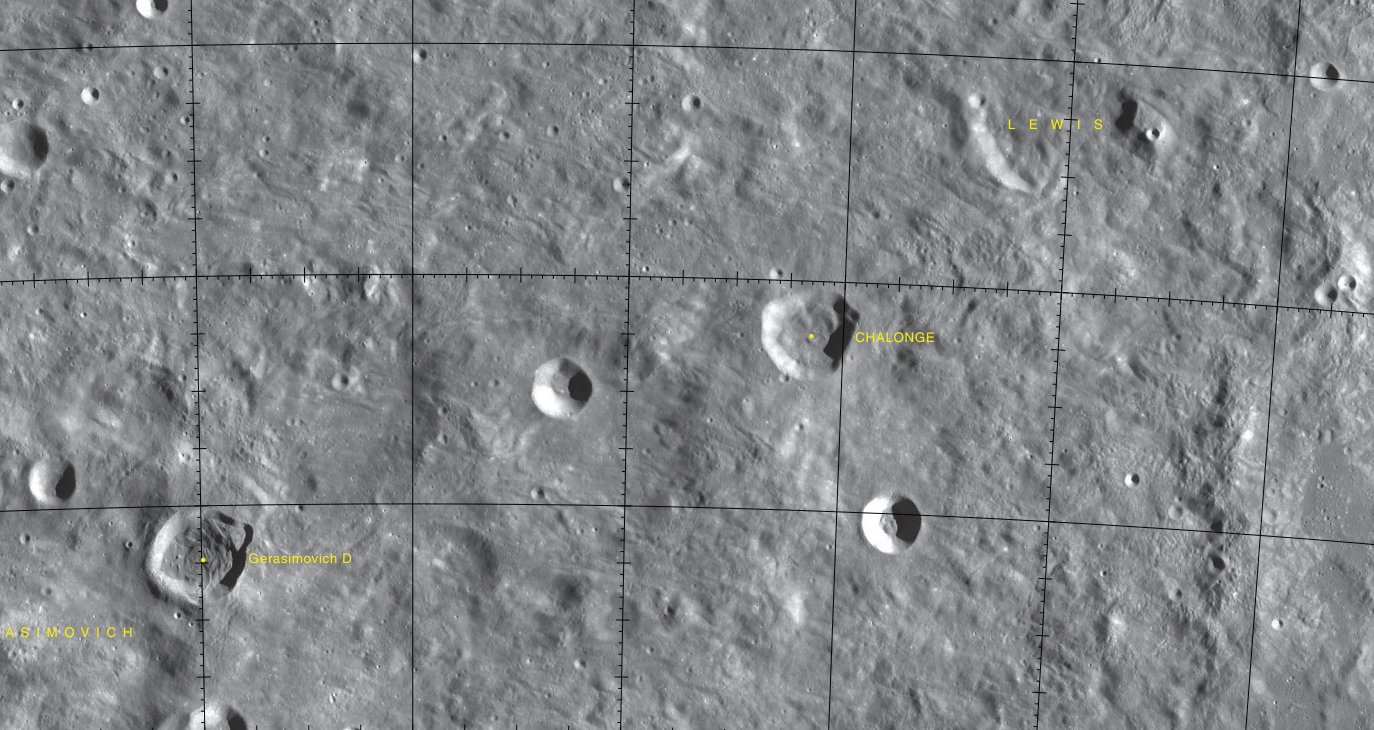
Localització de Chalonge (centre a la dreta de la imatge)
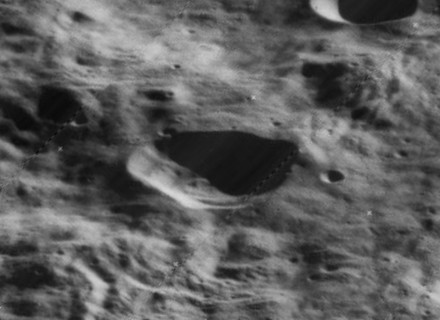
Imatge obliqua des del Lunar Orbiter 5, vista oest

Es tracta d'un cràter circular amb una vora esmolada, i l'exterior no està erosionat sensiblement. Les parets interiors s'inclinen directament cap a un anell de material derruït que envolta el sòl interior. Chalonge va ser designat prèviament com Lewis R abans de ser reanomenat per la UAI.